# Maserati Barchetta
Maserati Barchetta är en sportvagn, tillverkad av den italienska biltillverkaren Maserati mellan 1991 och 1992.

## Barchetta
Maserati Barchetta introducerades i december 1991. Det var företagets första tävlingsbil på drygt tjugofem år. Maserati byggde tio bilar som tävlade i en egen racingserie i Italien under 1992 och 1993. Avsikten var att öka uppmärksamheten på det traditionsrika märket som var på väg tillbaka igen, efter ett par svåra decennier med vikande försäljning, usel ekonomi och flera ägarbyten.
Bilen var byggd enligt senaste rön, med stora delar av chassi och kaross i kompositmaterial. Den enda del som hämtades från produktionsvagnarna var motorn, som kom från Ghibli II. Motorn placerades mitt i bilen.
Maserati byggde en prototyp till en landsvägsversion av bilen, fortfarande helt utan skydd för väder och vind. Sedan tillverkningen avslutats levde chassit vidare som bas för De Tomaso Guarà.

## Tekniska data
| Tekniska data           | Barchetta                                                        |
| ----------------------- | ---------------------------------------------------------------- |
| Motor:                  | Mittmonterad 90° 6-cylindrig V-motor                             |
| Cylindervolym:          | 1996 cm³                                                         |
| Borrning x slaglängd:   | 82,0 x 63,0 mm                                                   |
| Max effekt vid varvtal: | 315 hk vid 6 250 v/min                                           |
| Ventilstyrning:         | 2 överliggande kamaxlar per cylinderrad, 4 ventiler per cylinder |
| Kompression:            | 7,6:1                                                            |
| Bränslesystem:          | Weber bränsleinsprutning                                         |
| Överladdning:           | Dubbla turbo-aggregat                                            |
| Växellåda:              | 6-växlad manuell                                                 |
| Hjulupphängning:        | Dubbla tvärlänkar, skruvfjädrar                                  |
| Bromsar:                | Hydrauliska skivbromsar                                          |
| Chassi & kaross:        | Chassi i aluminium/komposit-honeycomb med kompositkaross         |
| Hjulbas:                | 261 cm                                                           |
| Torrvikt:               | 775 kg                                                           |
| Toppfart:               | 300 km/h                                                         |